# Bond der Notariële Studenten
De Bond der Notariële Studenten (BNS), voorheen Broederschap der Notariële Studenten, is de overkoepelende organisatie (een vereniging) van de vijf notariële studieverenigingen in Nederland.

## Geschiedenis
De BNS werd opgericht op 21 mei 1965 in Utrecht.

## Doel
Het hoofddoel van de BNS is vooral de bevordering van het contact en de samenwerking tussen de verschillende notariële studentenverenigingen in Nederland. Tevens is zij een belangenbehartiger voor notariële studenten.

## Activiteiten
Binnen de BNS worden een aantal landelijke, jaarlijks terugkerende activiteiten georganiseerd. Elk jaar zijn andere lidverenigingen verantwoordelijk voor de organisatie van de verschillende activiteiten. Zo is er onder andere een feest, een congres, een hockeytoernooi, een besturendag en een gala.

## Leden
De BNS heeft vijf leden:
- Amsterdam: V.I.V.A., aan de Vrije Universiteit.
- Groningen: Vevonos, aan de Rijksuniversiteit Groningen
- Leiden: Broederschap der Notariële Studenten te Leiden, aan de Universiteit Leiden
- Nijmegen: Nota Bene, aan de Radboud Universiteit Nijmegen
- Utrecht: Vevanos, aan de Universiteit Utrecht

Deze vijf universiteiten zijn in Nederland de enige universiteiten waar het mogelijk is om notarieel recht te studeren. Ook aan de Universiteit van Amsterdam, Universiteit Tilburg, Erasmus Universiteit Rotterdam en Universiteit Maastricht is het mogelijk om rechten te studeren, alleen bieden deze universiteiten de specialisatie van notarieel recht niet aan.